# النساء التي تبرمج
النساء التي تبرمج (بالإنجليزية: Women Who Code) هي منظمة دولية غير ربحية تزود خدمات للنساء الساعيات للعمل في مجال التكنولوجيا و توفر أيضاً الوظائف في الشركات المتخصصه في البرمجة. و التي يكمن هدفها في تمهيد سبل في عالم التكنولوجيا عن طريق مساعدة النساء في مهاراتهم التقنية، بالإضافة إلى التدريب، التقييمات المحترفة، الاجتماعات والمنح الدراسية .
كما أن المنظمة تعرض تشبيك العلاقات وإعطاء التوجيهات، حيث أنه في عام 2017 نفذت المنظمة أكثر من 5.000 حدث مجاني حول العالم ، بنت أكثر من 100.000 عضويه بمقرات في 60 مدينة في أكثر من 20 دولة.